# Поліський природний заповідник
Полі́ський приро́дний запові́дник — природно-заповідний об'єкт загальнодержавного значення, розташований в Олевському та Овруцькому районах Житомирської області.

## Загальна характеристика
Площа 20104 га. Створений у 1968 р. на базі трьох лісництв: Копищанського (6935 га), Перганського (5665 га) Олевського лісгоспзагу та Селезнівського (7497 га) Словечанського лісгоспзагу. Підпорядкований Державному комітету лісового господарства України.
Заповідник засновано з метою збереження типових природних комплексів Полісся, охорони реліктових та ендемічних рослин і тварин та відтворення і збагачення природних лісів Полісся. Належить до природної зони Мішаних лісів
Адреса адміністрації: с. Селезівка, Овруцький район, Житомирська область, 11122, Україна. Телефон — (04148) 63311, 63313. Директор — Жила Сергій Миколайович.

## Флора та рослинність
Тут поширені ліси борового і суборового комплексів з характерним для цих лісів підліском і трав'янистим покривом. Переважну частину лісів становлять молоді сосняки; достигаючі і стиглі дерева займають незначні площі.
Крім лісових насаджень, у заповіднику добре представлені сфагнові (верхові) і сфагново-осокові болота з участю журавлини, берези низької та сосни. Лісові луки розвинуті слабко. Рідкісні й реліктові рослини, такі як дуб скельний, рододендрон жовтий (азалія), береза темнокора, плющ, ряд цікавих і рідкісних папоротей (страусове перо, аспленій, багатоніжка та ін.) трапляються також у лісництвах, що межують з заповідником.
За сучасними даними на території Поліського ПЗ виявлено 771 видів, різновидностей та форм водоростей із 13 відділів. Найбільш чисельно тут представлені зелені, діатомові та стрептофітові водорості. У водоймах заповідника виявлено 49 рідкісних видів, з них 7 занесених до Червоної книги України (2009) — Pseudopediastrum kawraiskyi, Bulbochaete subquadrata, Roya anglica, Bambusina brebissonii, Nitella gracilis, Chara delicatula, Batrachospermum gelatinosum.
Флора мохоподібних Поліського заповідника містить 161 вид: 1 вид антоцеротів, 34 — печіночників і 126 видів мохів. Серед раритетних таксонів три (річія Гюбенера, дикран зелений, діхеліма волоскова) занесені до Червоної книги мохоподібних Європи (1995), три (псевдобрій цінклідієподібний, сфагнуми м'який і тоненький) — до Червоної книги України (2009) і ще 15 видів є регіонально рідкісними. Крім лісових та болотних мохів у заповіднику зберігаються мохи-петрофіти, які ростуть на відслоненнях Українського кристалічного щита.
Судинні рослини Поліського заповідника представлені 754 видами, в тому числі 6 видів плаунів, 5 — хвощів, 11 — папоротей, 4 — голонасінних (хвойних) та 728 видів покритонасінних. Раритетна компонента заповідника охоплює 70 видів, серед них: 4 види Бернської конвенції (Jurinea cyanoides, Thesium ebracteanum, Trapa natans, Pulsatilla patens), 2 види з Європейського червоного списку (Tragopogon ucrainicus, Silene lithuanica), 34 види з Червоної книги України та 30 — регіонально рідкісні види.
У Поліському заповідника відомо 137 видів та внутрішньовидових таксонів лишайників. Провідними за кількістю видів родинами ліхенофлори тут є Cladoniaceae, Parmeliaceae, Lecideaceae, Lecanoraceae. Знайдені в заповіднику 24 види лишайників — рідкісні в Житомирській області, а один вид, Cladonia stellaris, занесений до Червоної книги України.

## Гриби
Видовий склад грибів у заповіднику досліджено недостатньо. Є дані по окремих групах, які є найбільш поширеними. Типовими мешканцями лісів Поліського природного заповідника є дереворуйнівні гриби. Вони зростають на коренях, стовбурах, гілках дерев, сухостої, пнях і шматках деревини. Найбільш поширені трутовики, коренева губка, березова губка, опеньок осінній. Багато видів грибів ростуть у ґрунті, листовому опаді, хвої. Серед них чимало їстівних грибів: лисичка справжня, маслюк звичайний, польський гриб, білий гриб, підосичник, підберезовик.

## Фауна
Фауна хребетних тварин, Поліського природного заповідника та його околиць нараховує 279 видів (45 видів ссавців, 195 видів птахів, 12 видів земноводних, 7 видів плазунів, 19 видів риб). Видовий склад комах Поліського природного заповідника з'ясований недостатньо, зараз відомо трохи більше 1100 видів з 17 рядів.
У заповіднику мешкають переважно лісові тварини. Серед них досить багато тайгових видів (лось, рись, заєць білий, глушець, орябок, сова бородата, синиця чорна, снігур, ящірка живородна, жаба трав'яна тощо). Зустрічаються також види поширені в Європі (свиня дика, куниця лісова, тхір звичайний, вовчок горішниковий, підорлик малий, дятел середній, в'юрок канарковий, горихвістка чорна, квакша звичайна тощо). Близькість лісостепової зони обумовлює проникнення південних (степових) тварин (кажан двоколірний , заєць сірий, велика біла чапля, коловодник ставковий, лунь лучний, черепаха болотяна тощо).
Багато видів тварин Поліського природного заповідника включені до вітчизняних та міжнародних Червоних списків. 46 видів хребетних занесені до Червоної книги України (2009), 7 видів — до Червоної книги МСОП (2005), 7 видів до Європейського Червоного списку (1991), 6 видів згадуються у Вашингтонській конвенції СІТЕС (1973), 87 видів — у Боннській конвенції (1979), 229 видів — у Бернській конвенції (Додатки II, III) (1979). З комах 21 вид занесений до Червоної книги України (2009), 10 видів — до списків Бернської конвенції та 9 видів — до Червоної книги МСОП.

## Охоронний режим
На території Поліського природного заповідника заборонені всі види господарської діяльності людини: суцільні рубки, меліоративні роботи, мисливство, риболовля, збір грибів та ягід. Заборонене також вільне відвідування заповідника, тому на лісових дорогах і стежках встановлені попереджувальні знаки, аншлаги.

## Просвіта й екотуризм
Заповідник є центром просвітницької роботи як з місцевим населенням, так і з гостями Житомирщини. Тут діє екологічна стежка, є музей природи, музей побуту поліщуків, музей древлянських каменів та інші об'єкти, цікаві для гостей цього Древлянського краю.
З 2011 року в заповіднику розроблено сайт [Архівовано 5 серпня 2012 у Wayback Machine.], який вміщує краєзнавчу інформацію за кількома розділами:
- Край лісів та боліт (• Охоронний режим • Історичні відомості. Інформація для іноземних відвідувачів)
- Природні умови (• Клімат • Річки та озера)
- Рослинний світ (• Заповідні ліси • Рослини з Червоної книги України • Болота • Гриби)
- Тваринний світ (• Рідкісні тварини • Птахи • Ссавці).

## Наукові дослідження
У заповіднику постійно ведуть моніторингові дослідження найважливіших об'єктів природи цього краю. Зокрема, в заповіднику діє мережа гідрологічних постів. Науковий відділ заповідника веде неперервний моніторинг раритетної рослинності Центрального Полісся. Науковці заповідника, зокрема відомий теріолог Сергій Жила, вже упродовж 20 років вивчають хижих птахів і хижих ссавців заповідника. Центральним об'єктом такого моніторингу є вовк.
За підсумками цих досліджень опубліковано низку статей і кілька монографій та проведено кілька міжнародних конференцій. Серед них — три теріологічні школи-семінари:
- IV Теріологічна школа-семінар — «Ссавці у Червоній книзі» (20—26 жовтня 1997 року)[3].
- VII Теріологічна школа-семінар — «Великі хижі ссавці України та прилеглих країн» (15—17 грудня 2000 року)[4].
- XVI Теріологічна школа-семінар — «Динаміка популяцій та хижацтво» (26—31 жовтня 2009 року).

Заповідник може стати базою для розгортання наукових досліджень у галузі лісівництва (вивчення продуктивності, штучного і природного поповнення лісів, закладання дослідів з вирощування швидкорослих порід і інтродукції нових рослин), геоботаніки та болотознавства.

## Галерея

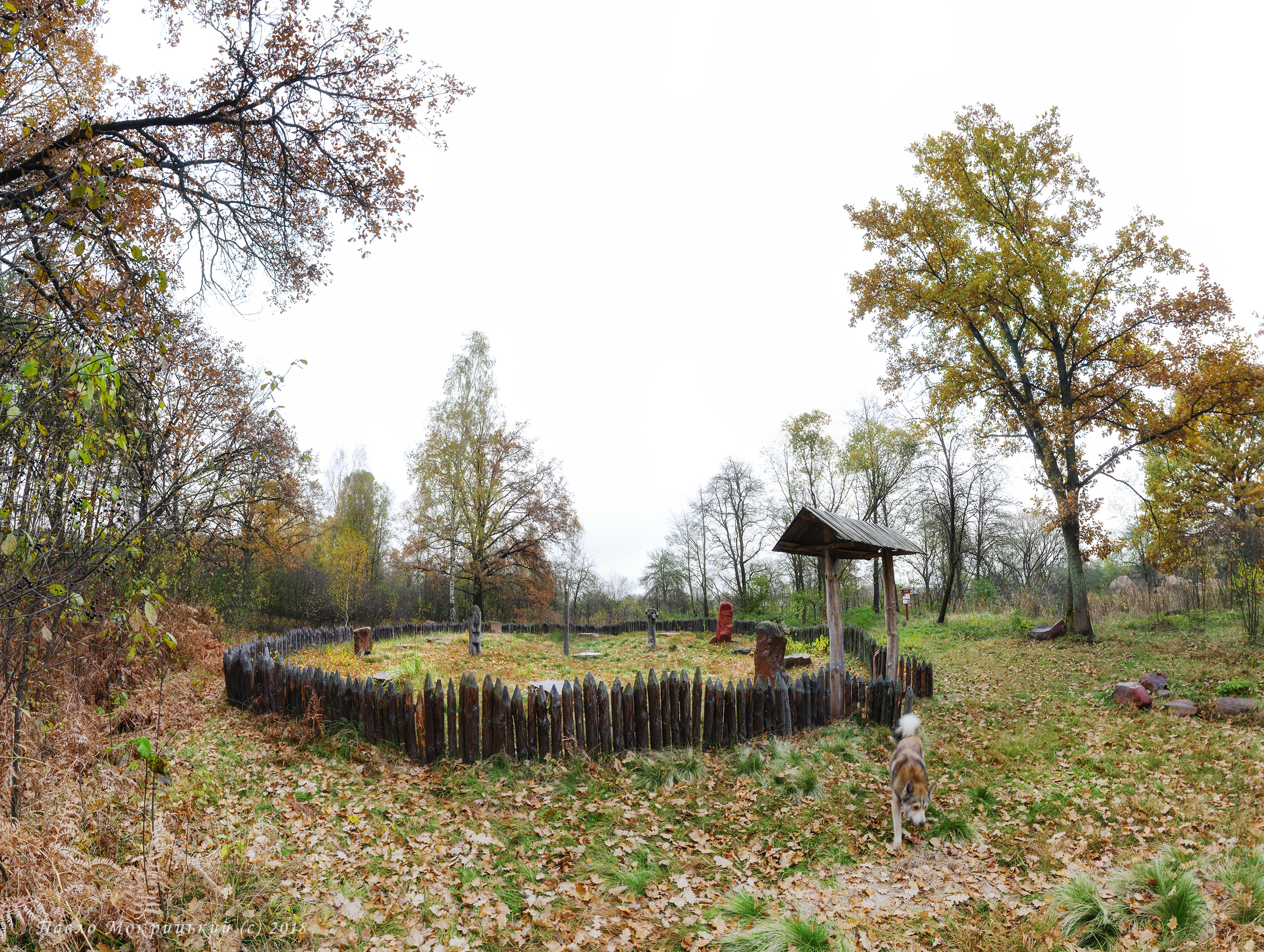
Музей язичницьких скульптур при управлінні Поліського Заповідника в Селезівці
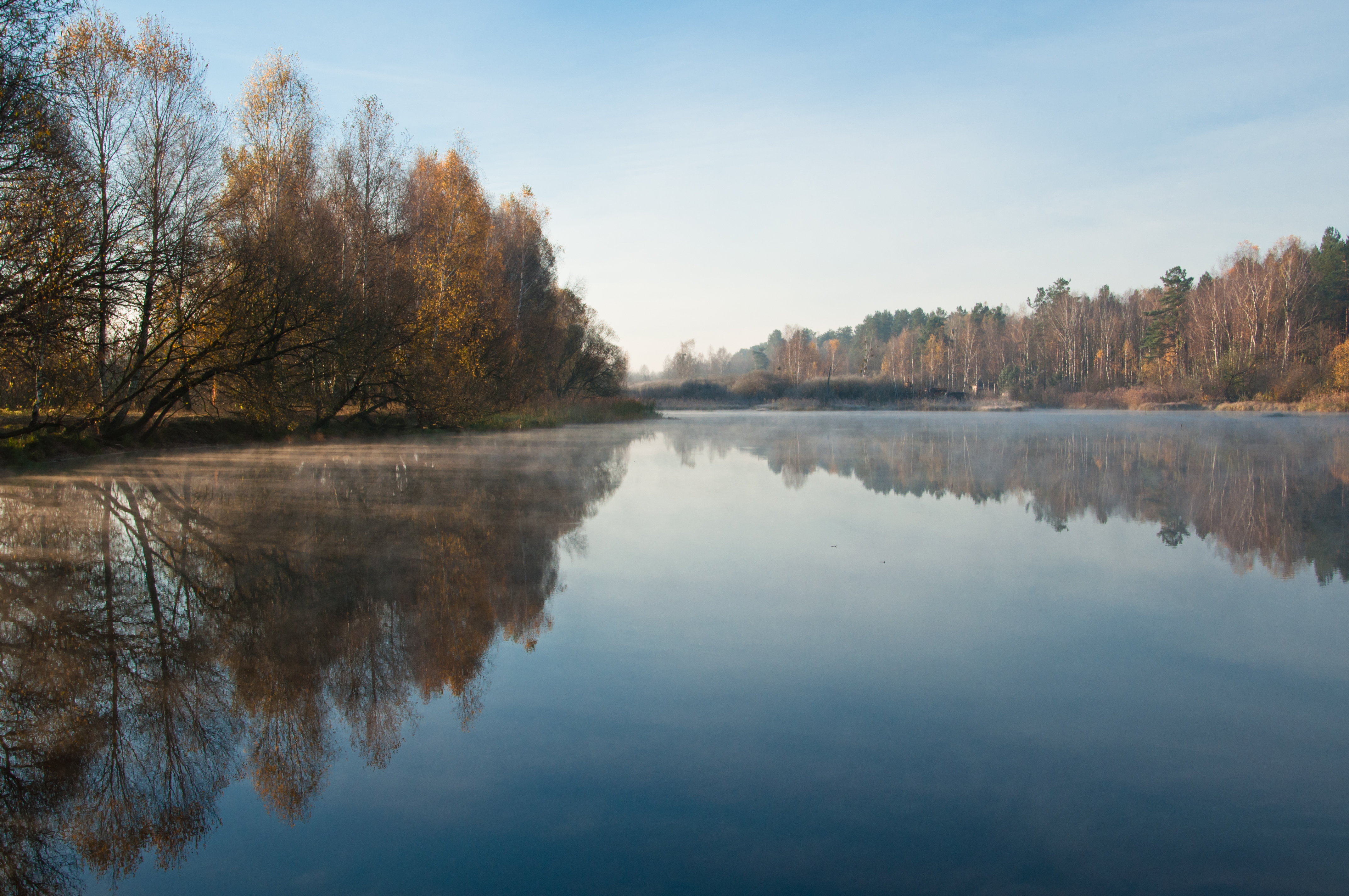
Озеро в Селезівці
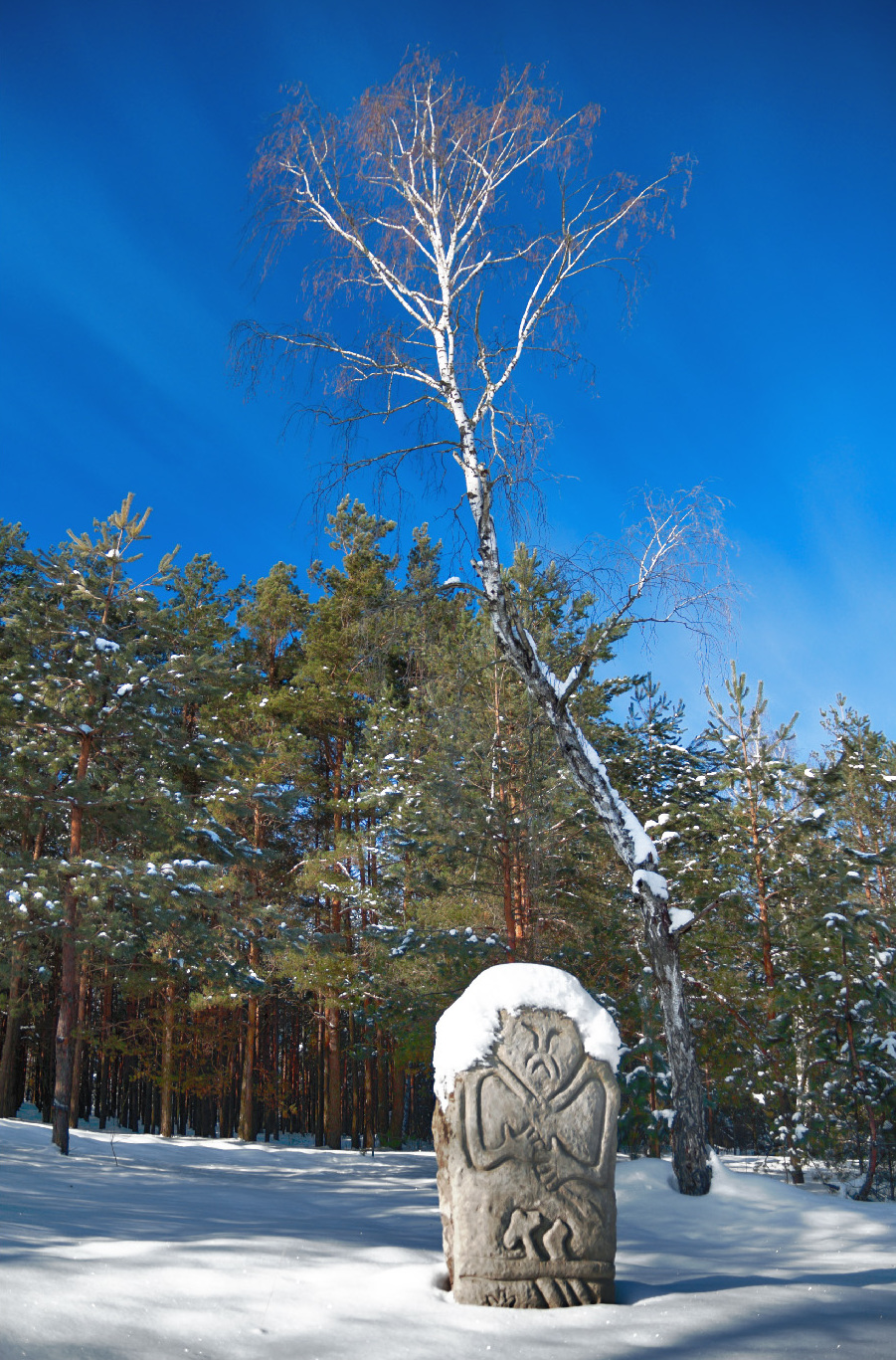
Кам'яний ідол в заповіднику
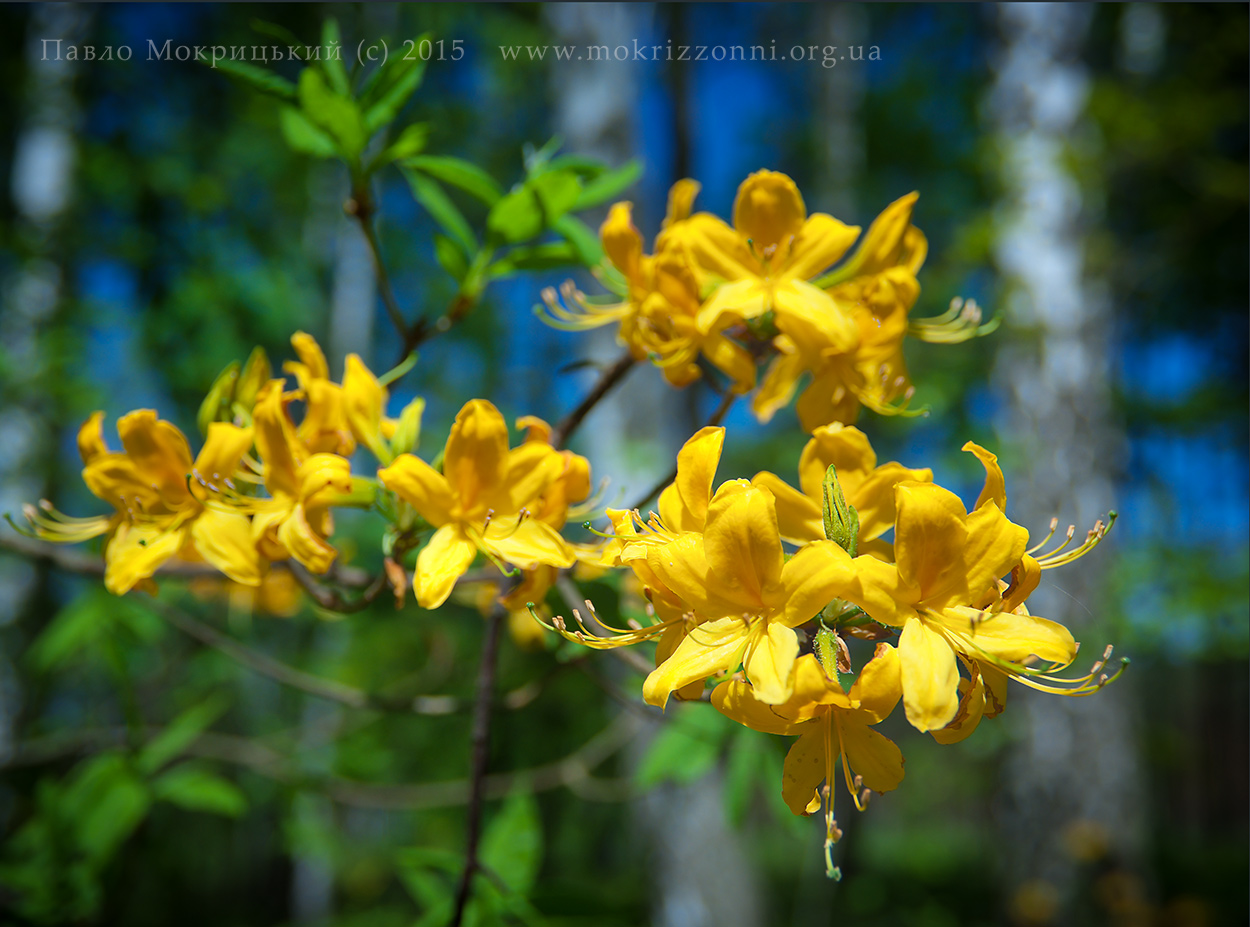
Реліктова Азалія Понтійська, як свідок древніх гірських систем на Поліссі
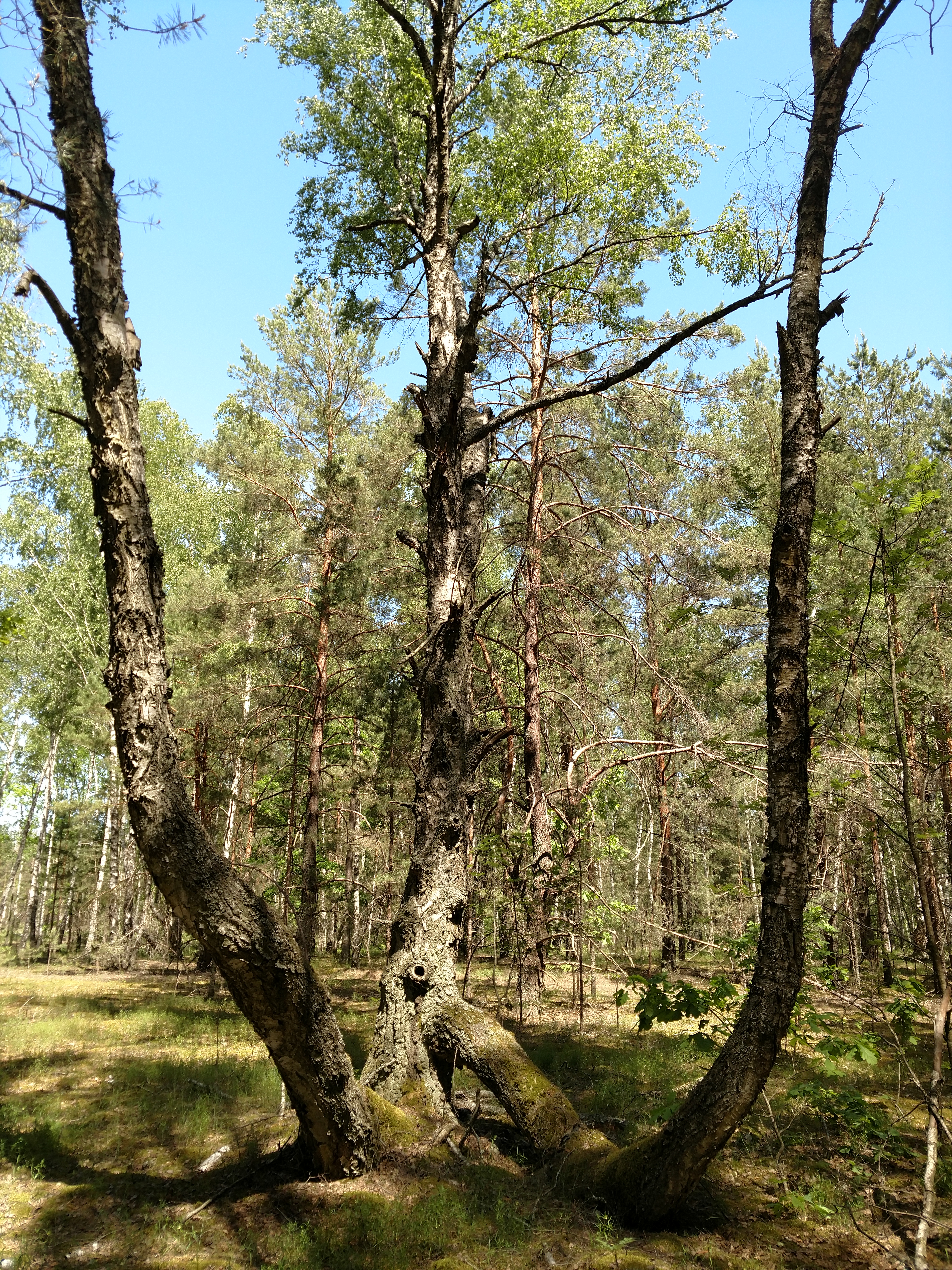
Чудернацьке дерево у "Поліському природному заповіднику"
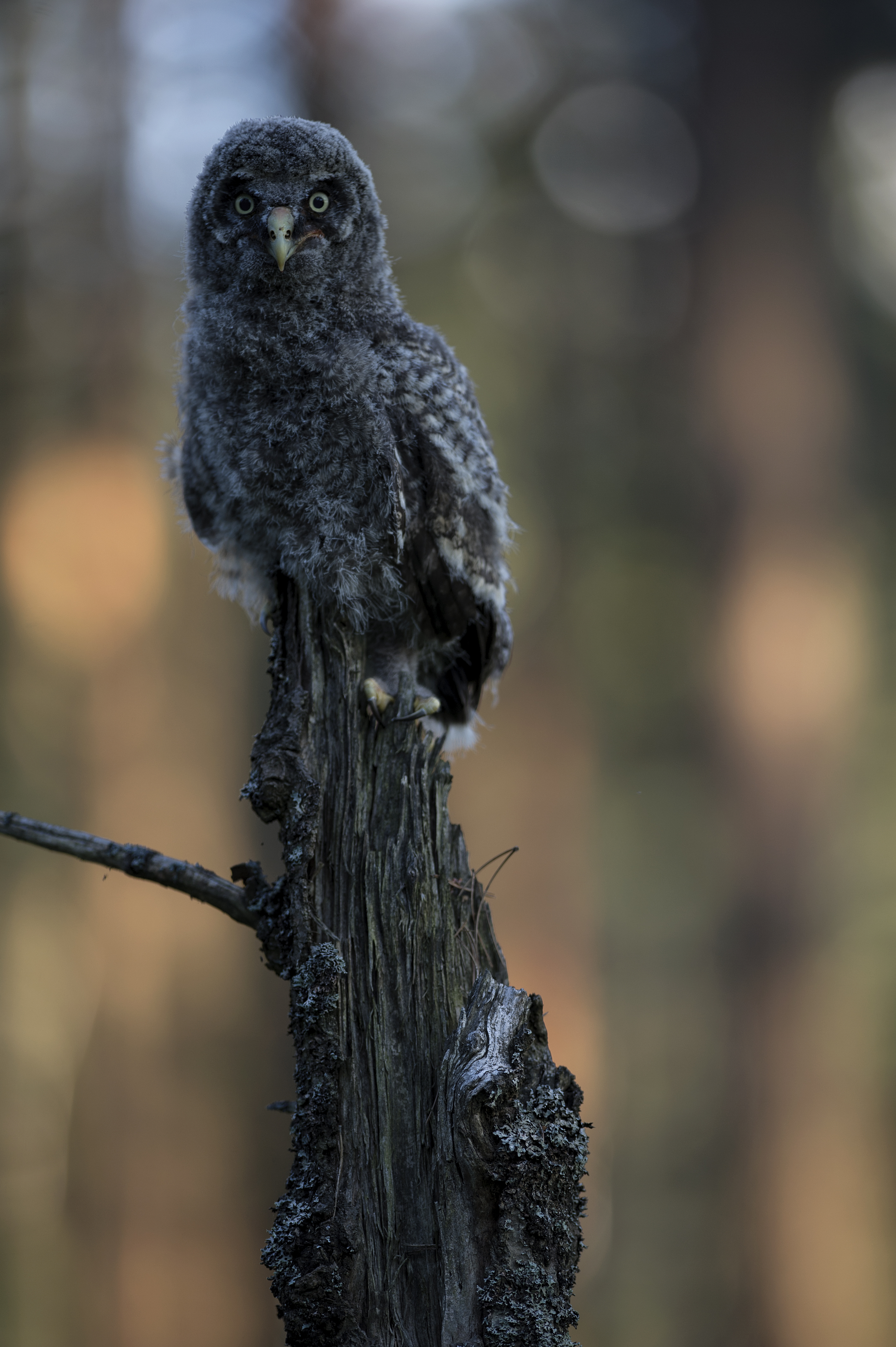
Візуальний контакт
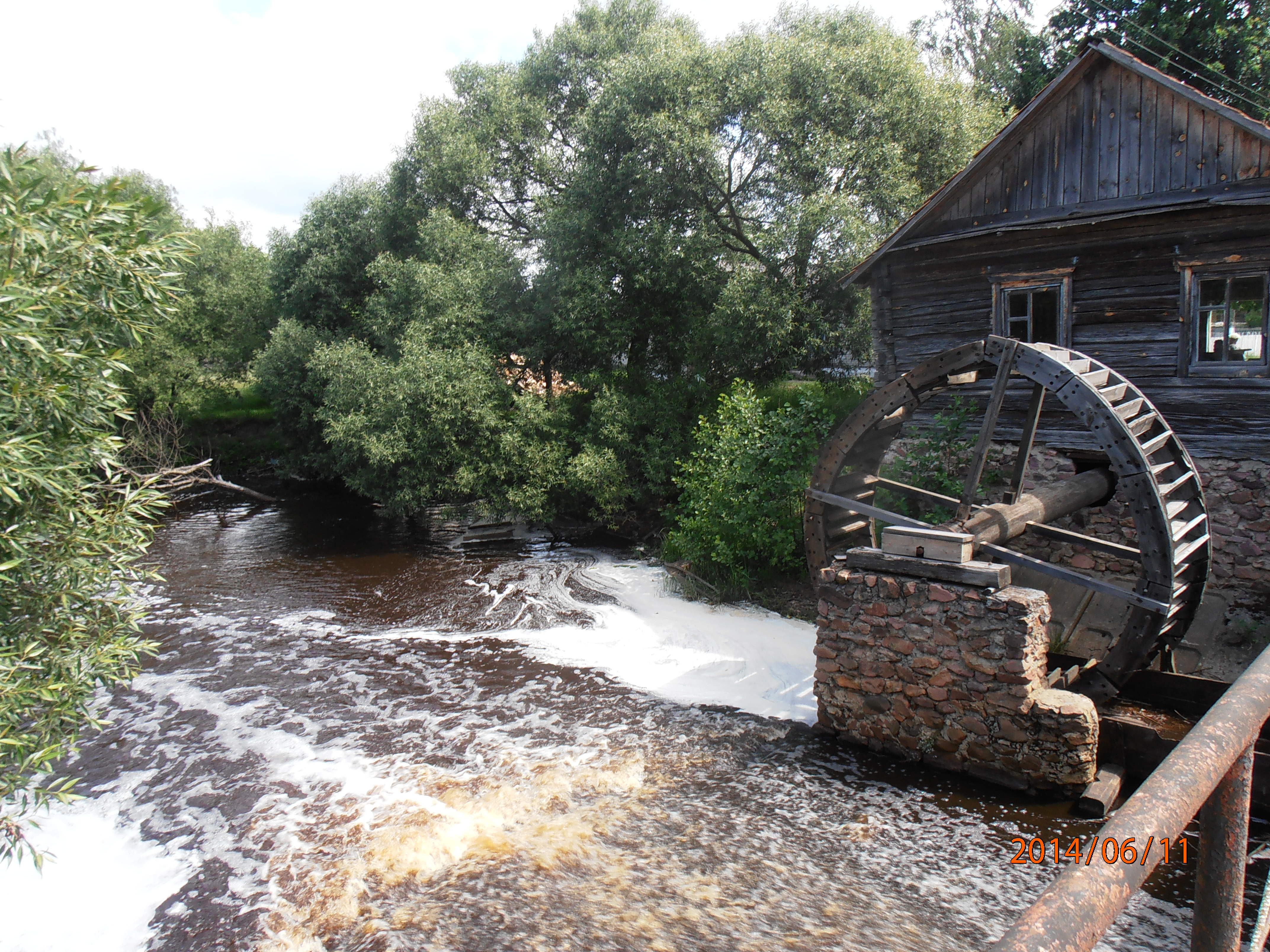
Водяний млин у заповіднику
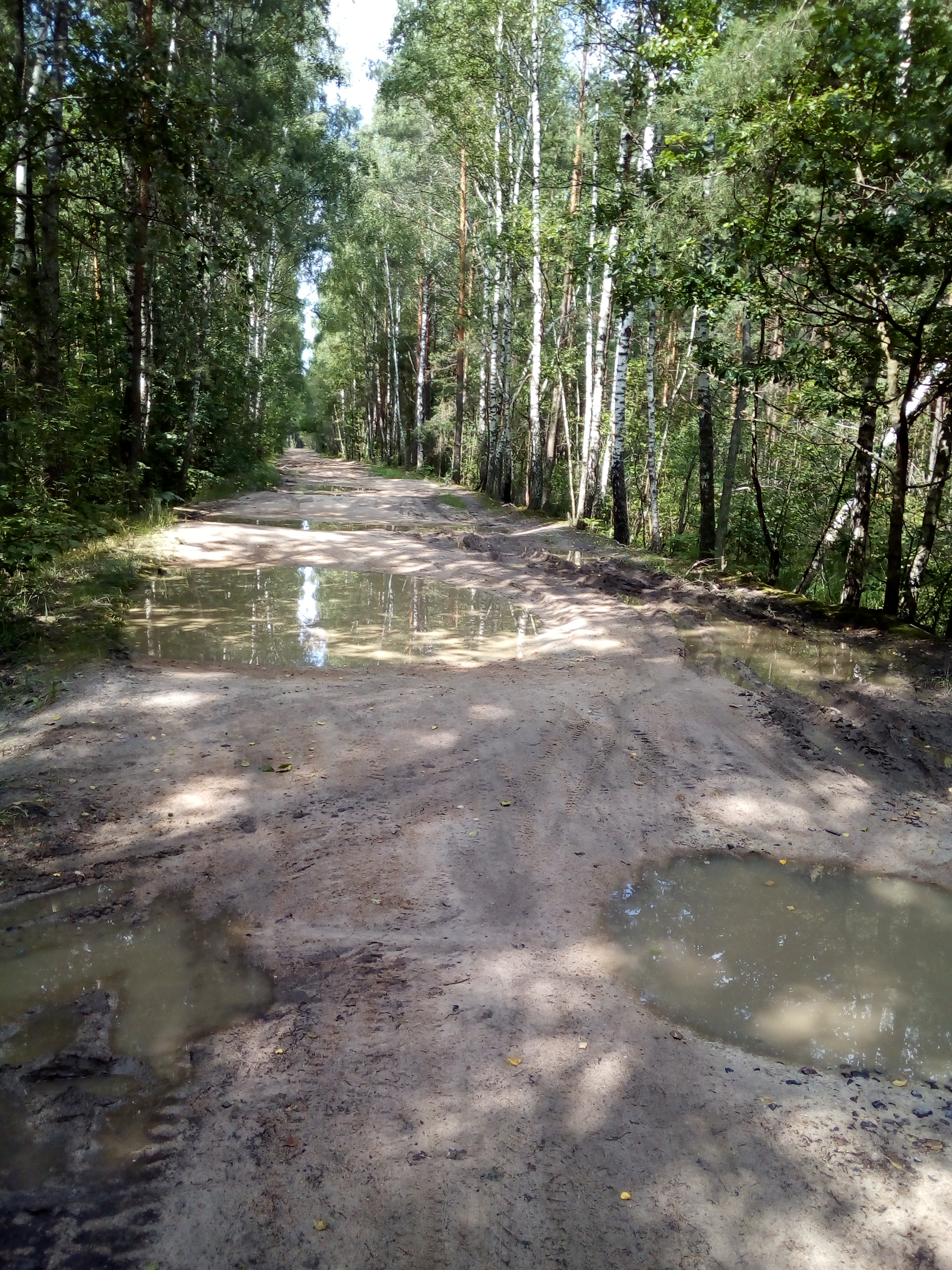
Дорога у "Поліський природний заповідник"
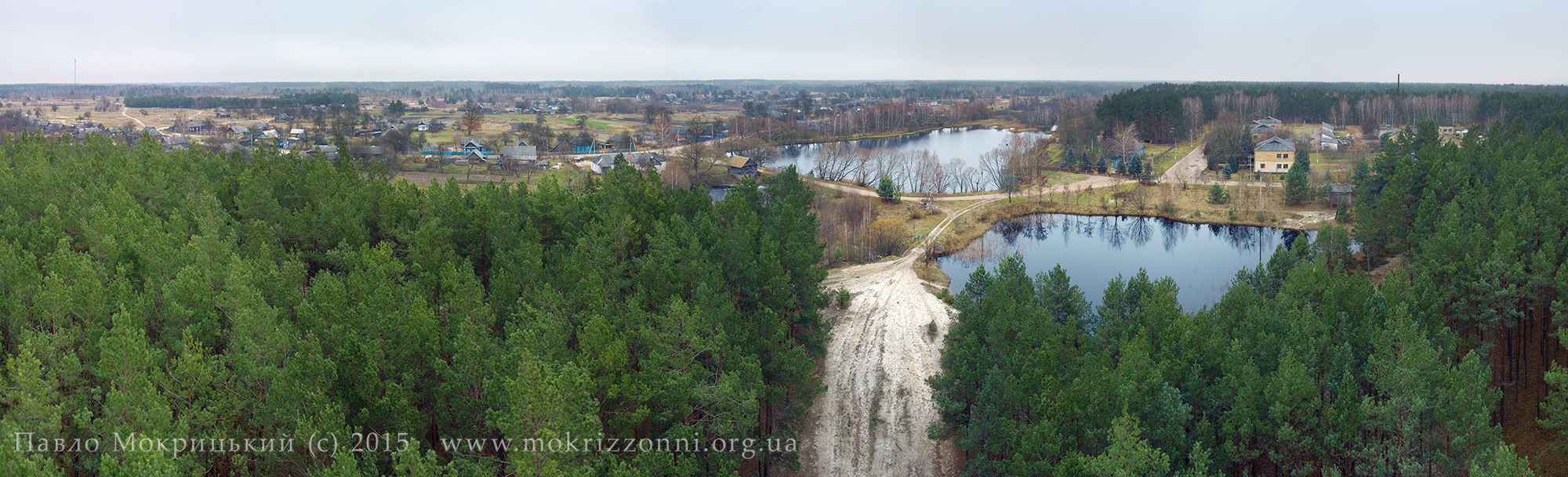
Краєвид на заповідник із оглядової вежи над його адміністрацією в с.Селезівка
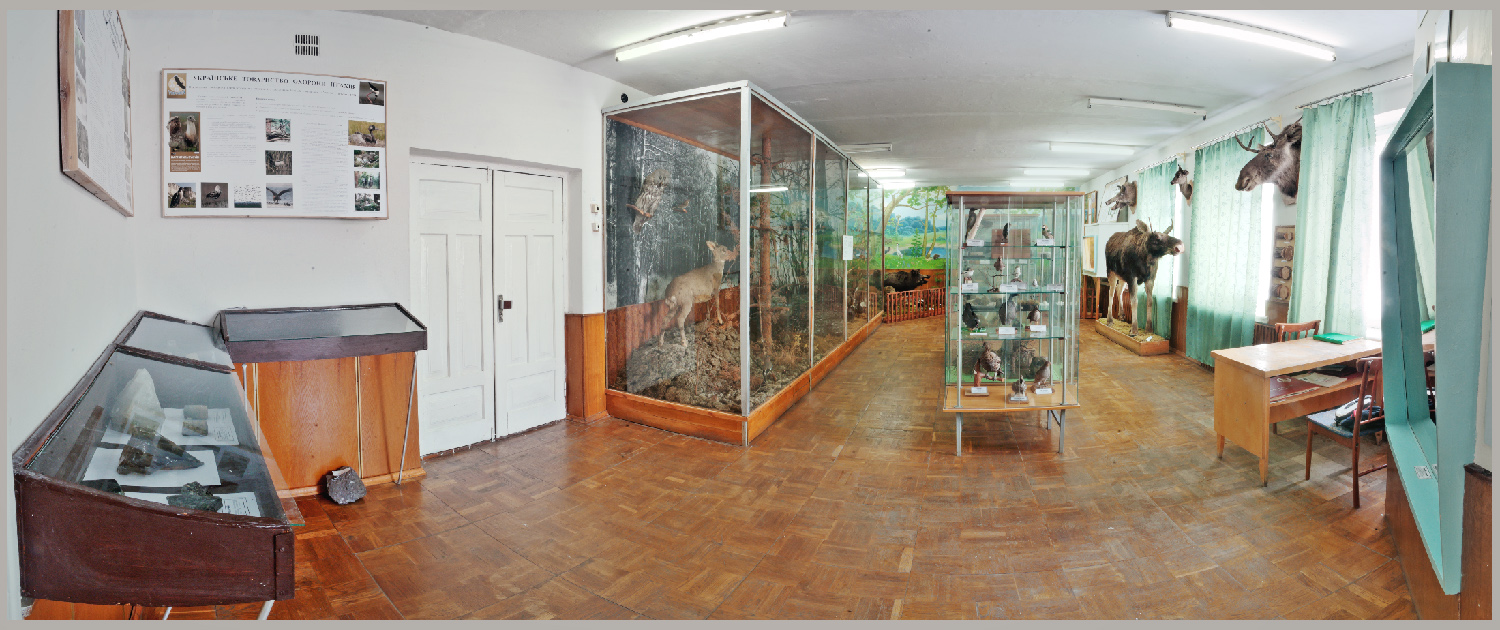
Природознавчий музей в адміністрації зповідника в Селезівці
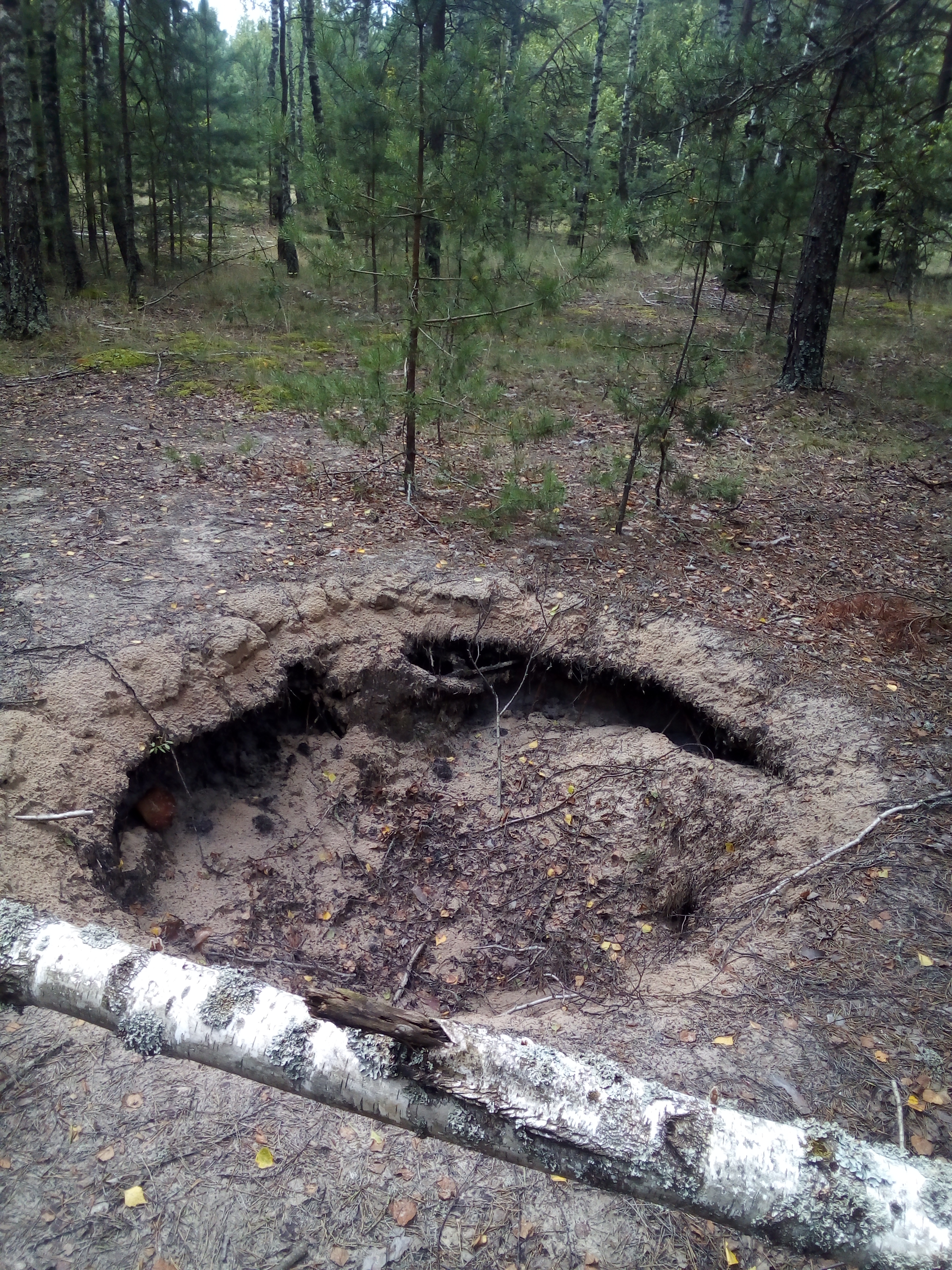
Ямка з вимитим грунтом, що залишилася від незаконного пошуку бурштину у межах "Поліського природного заповідника"